# Boa Mistura

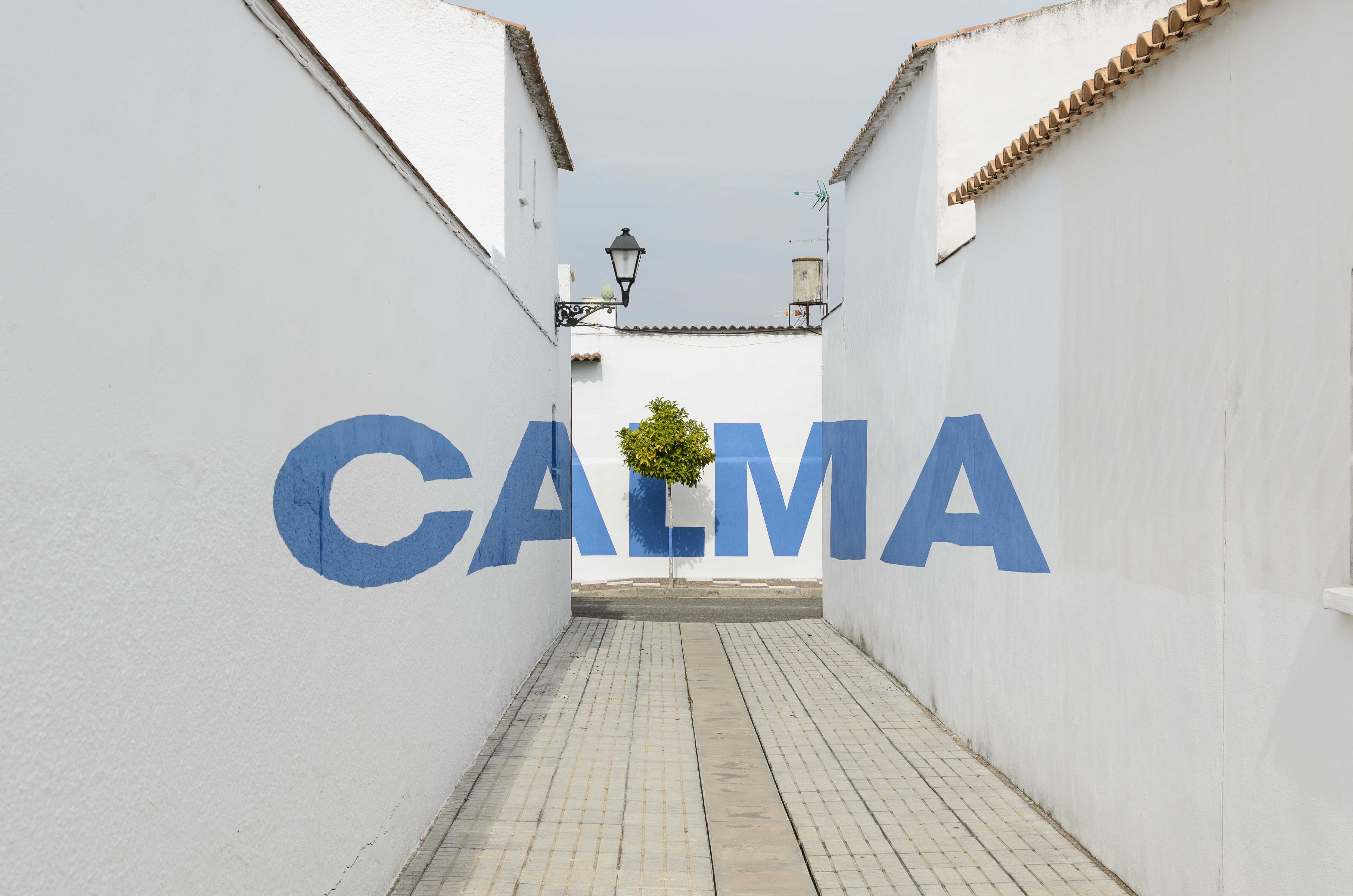
Una de las palabras anamórficas pintadas en la aldea de Maruanas, El Carpio en la provincia española de Córdoba.

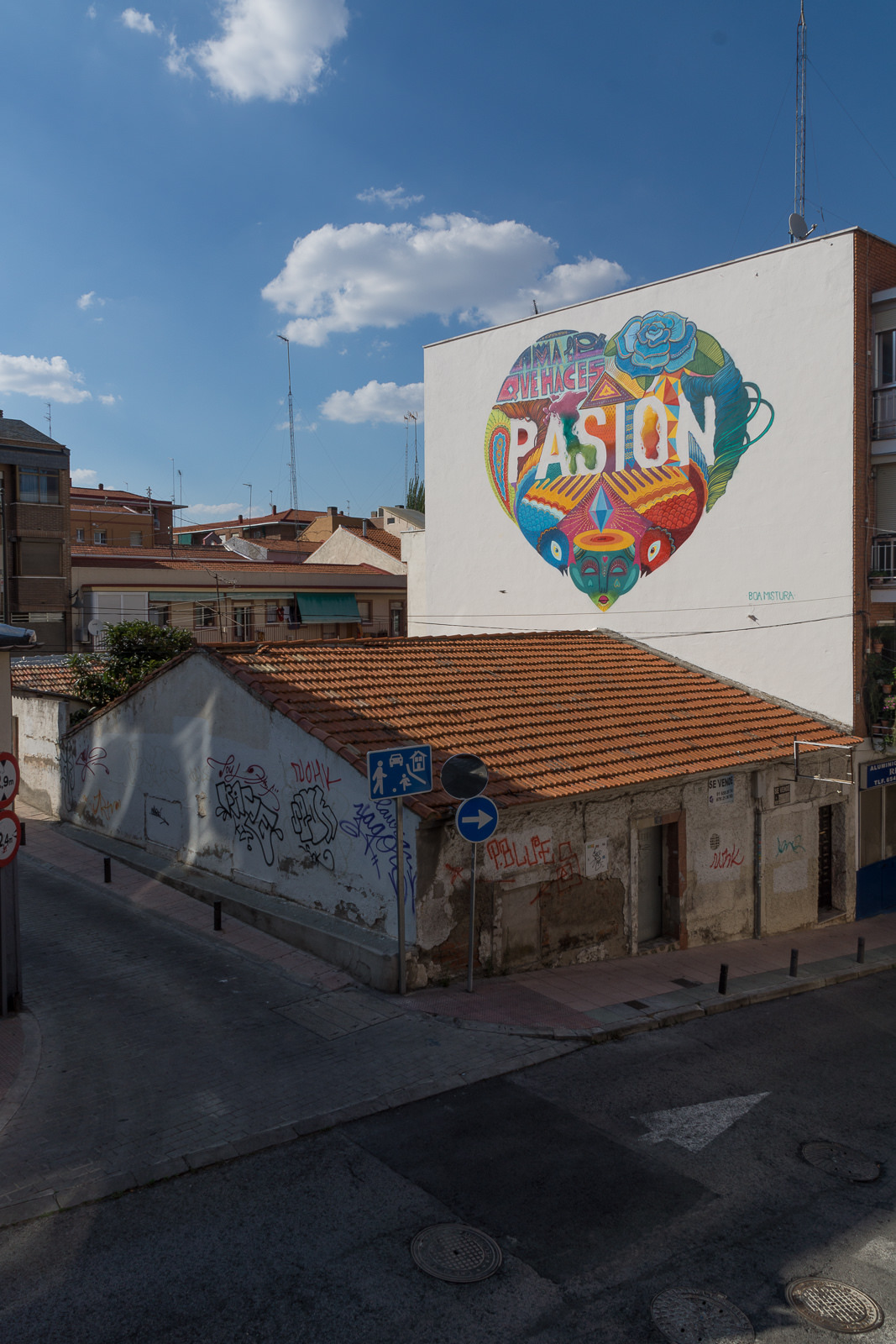
Mural en Alcobendas (Madrid).

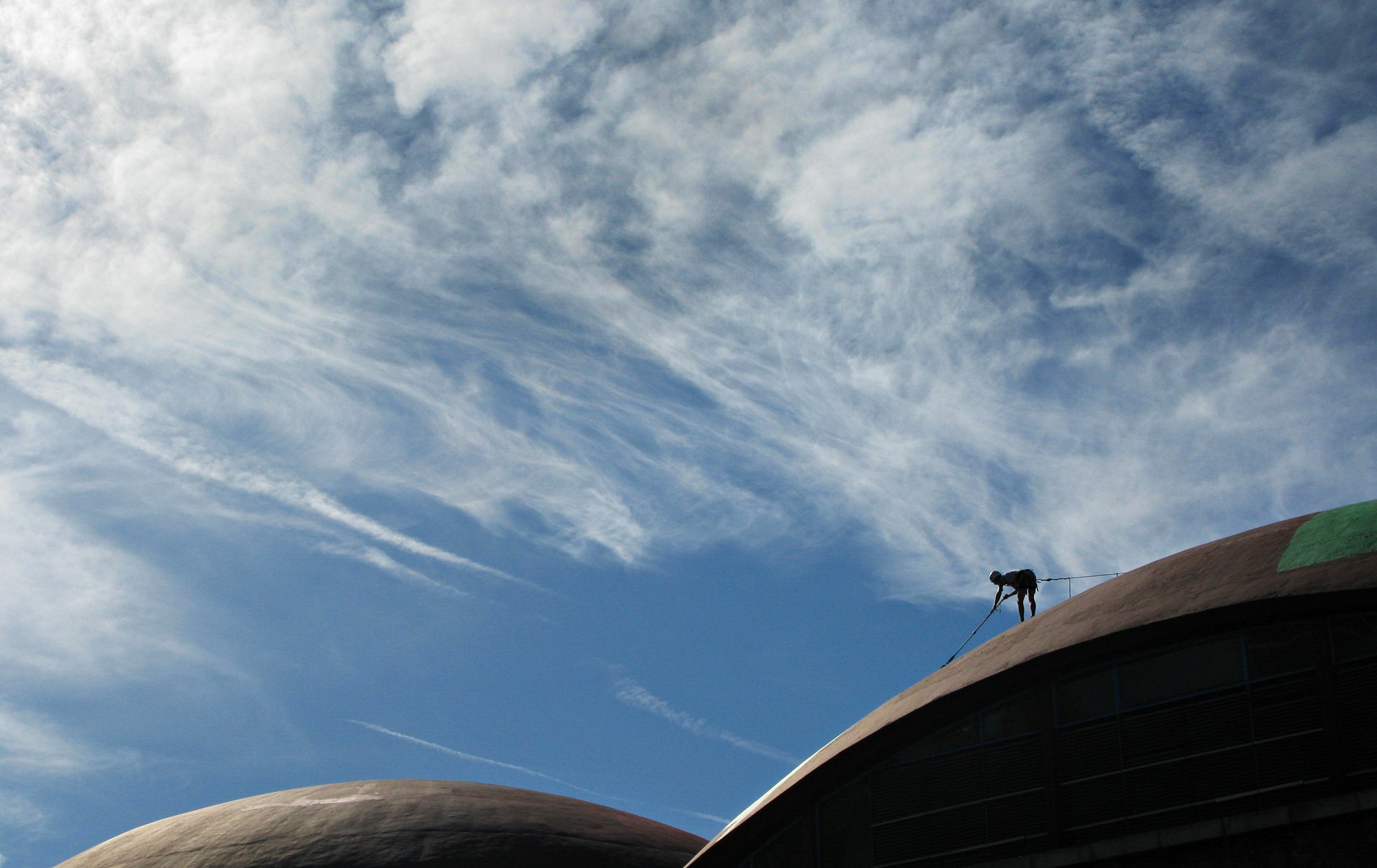
Boa Mistura realizando su intervención "Llena la vida de color" en el mercado de la Cebada (Madrid).

Boa Mistura es un grupo de artistas urbanos originado en Madrid a finales del 2001. El término portugués y gallego Boa Mistura significa "buena mezcla", haciendo referencia a las distintas formaciones de los miembros del grupo. Los integrantes son el arquitecto Javier Serrano, el ingeniero de caminos Rubén Martín, el publicista Pablo Purón y los licenciados en Bellas Artes Pablo Ferreiro y Juan Jaume. 
Su obra se desarrolla principalmente en el espacio público y su objetivo es mejorar la calidad de vida de la gente a través de su obra gráfica, materializada en intervenciones plásticas en diferentes entornos y escalas. Generalmente emplean como herramienta la identidad del lugar donde trabajan, por lo que su recurso habitual es el lenguaje escrito y el color. Emplean diferentes lenguas y estilos culturales. Han llevado a cabo proyectos en Sudáfrica, Noruega, Berlín, Sao Paulo, París, Nueva Delhi y Panamá. También han colaborado en proyectos sociales junto a la Fundación ONCE, Intermon Oxfam, Cruz Roja o la Fundación Antonio Gala e impartido conferencias en Universidades como las de Madrid, Sevilla, Cuenca o Alcalá de Henares.

## Algunos proyectos

### Die Umarmung (Berlín, Alemania)
En 2009, realizaron un mural frente al Muro de Berlín, por el 20º aniversario de su caída. Éste medía más de 20 metros de altura y expresa el encuentro entre Oriente y Occidente mediante el abrazo de dos figuras tatuadas de su pasado.

### Velokhaya Khayelitsha (Ciudad del Cabo, Sudáfrica)
En 2011, transformaron el club de ciclismo Velokhaya, nacido hace diez años en las calles del township de Khayelitsha. Se pintó de colores vibrantes con la colaboración de los chicos de la comunidad, y es un reflejo de la alegría de su gente a pesar de las condiciones de vida del lugar. Esta experiencia supuso la primera intervención de tipo participativo, metodología que, más adelante, desarrollarían a nivel internacional en un proyecto conocido como Crossroads.

### Luz nas Vielas (São Paulo, Brasil)
En 2012, realizaron un proyecto en Vila Brasilândia en São Paulo. Es una de las favelas más características en la periferia de la ciudad, el objetivo del proyecto era iluminar e inspirar las pequeñas calles, pasajes y callejones de la favela, conectores típicos del tejido de una favela, pero que muchas veces se transforman en zonas de conflicto, violencia o drogadicción.

### Somos Luz (Panamá)
En marzo de 2013, hicieron una intervención en el Edificio Begonia I ubicado en el barrio de El Chorrillo en Ciudad de Panamá. Inspirados en la identidad del barrio, crearon una retícula a partir de la porción del edificio que cada vecino entiende como suya. El mensaje "somos luz" busca inspirar diariamente tanto a las personas que viven en el edificio como al resto de personas que pasen cerca del edificio, enviándoles un mensaje positivo, independientemente de la realidad del lugar en el que vivan.

### Llena la Vida de Color (Madrid)
En 2014, realizaron una intervención en el Mercado de la Cebada, uno de los centros de abastos más emblemáticos de Madrid. La intervención abarca las seis cúpulas (4.800 m²) y las dos fachadas principales (650 m²), se cambió el color de cada cúpula y en las fachadas se introdujo el mensaje "Llena la vida de color". Los colores que utilizaron tanto en las cúpulas como en las fachadas hablan de optimismo y desde lo alto de una de una de las cúpulas, la azul, en un punto concreto, puede leerse la palabra "color" escrita en blanco sobre las otras cúpulas.

### Madrid, te comería a versos (Madrid, España)
En 2014, para humanizar la ciudad, intervinieron clandestinamente en 33 pasos de cebra de Madrid pintando en el borde de la calzada versos sacados de canciones del músico Leiva, del rapero Rayden y de la micropoetisa y cantante Ajo. En un primer tiempo no reivindicaron la acción porque en un proyecto de 2012, Madrid, te quiero en colores, en el que pintaban los muros grises inutilizados de la ciudad, fueron pillados in fraganti y multados por el Ayuntamiento. A los pocos días, la acción se hizo viral en las redes sociales.

### El alma no tiene color (Cañada Real, Madrid, España)
Con la intención de eliminar estigmas sociales transformaron las fachadas de las viviendas La Cañada Real, con una intervención llena de color y poesía. Inspirados en los versos de la canción El alma no tiene color, de Antonio Remache. Este proyecto, en el que han participado activamente los vecinos, pretende dar voz a esta ciudad autoconstruida, que vive a la sombra de la Comunidad de Madrid, haciendo visible la situación en la que viven miles de personas..

### Versos al paso (Madrid, España)

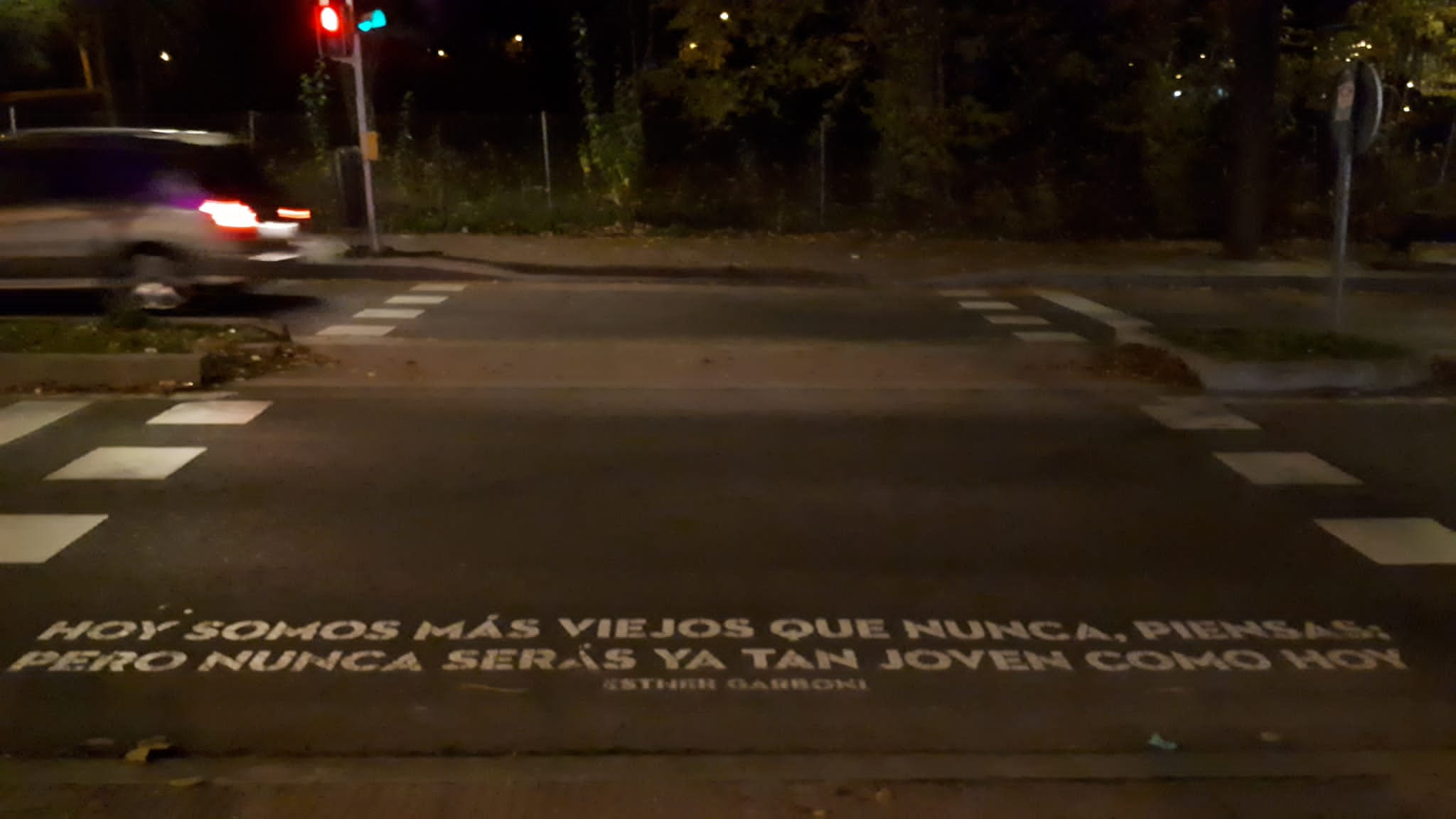
Paso de peatones en Madrid (España) con versos pintados.

En 2018 y ya en colaboración con el Ayuntamiento de Madrid realizan la coordinación general en el proyecto Versos al paso para escribir, esta vez oficialmente, en 1.100 pasos de peatones de la ciudad.

### Cardumen de Loros (Montecristi, República Dominicana)
En 2019, realizaron una intervención en el Pepillo Salcedo, una pequeña población de la provincia de Monte Cristi, en el extremo oeste de la República Dominicana. 
Dentro del pueblo, Boa Mistura trabajó sobre las cincuenta y dos embarcaciones que descansan en Estero Balsa con el apoyo de la ONU a través del ministerio de Turismo y Biodiversidad. Fueron los propios pescadores y sus familias quienes se encargaron de lijar la madera vieja, quitarles los moluscos de la base de las embarcaciones, repararlas con fibra de vidrio y aplicar una imprimación protectora a cada embarcación. y dejarlas listas para trabajar. Las barcas se pintaron inspiradas en las formas y colores del pez loro.
Esta especie tiene una especial relevancia dentro del ecosistema marino del Caribe. El pez loro se alimenta de algas que arranca y recoge en los arrecifes de coral, contribuyendo así a la limpieza y supervivencia de los corales. Además, una vez extraídas las algas, defeca el coral triturado en forma de arena. La tan característica arena blanca de las playas del Caribe. (un solo pez Loro produce unos 100 kg de arena blanca al año). A pesar de ser una especie protegida, la pesca ilegal del Pez Loro está poniendo en peligro el equilibrio de los ecosistemas tropicales.
Fueron medio centenar de embarcaciones las que se pintaron durante las cuatro semanas que duró el proyecto. Cincuenta y dos yolas (como llaman allí a las barcas) que surcan las aguas de la bahía de Manzanillo vestidas con la piel del pez loro. Un banco de peces que lleva por bandera la conciencia y el respeto por el medio marino. Tan frágil y tan necesario, no solo para el desarrollo de las zonas pesqueras, sino para el planeta entero.

### Simbiosis

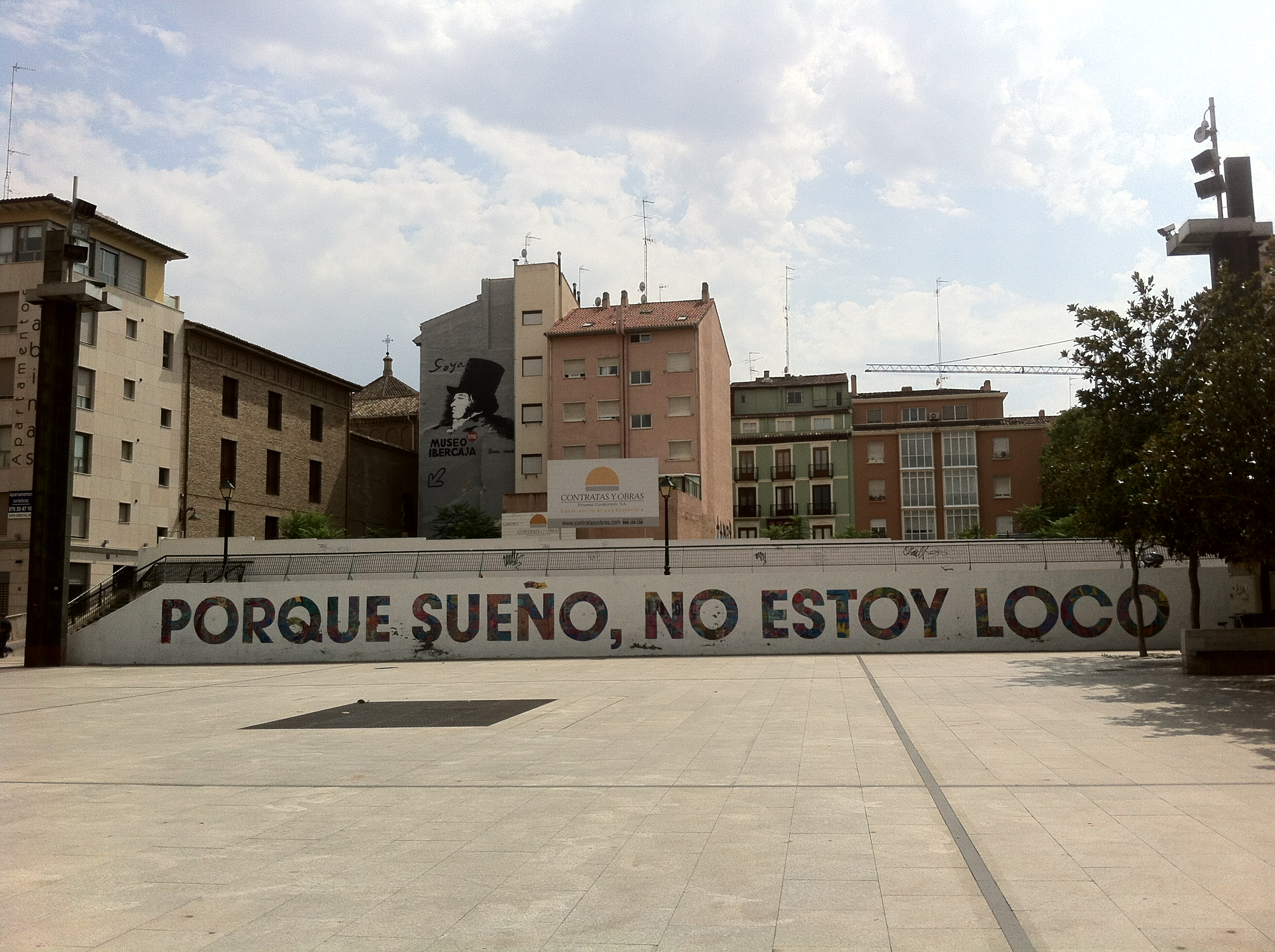
Mural "Porque sueño, no estoy loco" en Zaragoza

Proyecto iniciado en 2011 diseñado originalmente junto a la Asociación Argadini. Un taller participativo diseñado en dos etapas. Durante la primera, los participantes llenan libremente con dibujos y mensajes la pared. En la segunda fase, el equipo de artistas borra parcialmente el fondo de color, dejando escrito un mensaje. Formalmente el resultado es una frase de colores sobre fondo blanco, resultado de la colaboración de los asistentes y Boa Mistura. Desde entonces han replicado este taller en multitud de ciudades y contextos.
Por destacar algunos, la participación en 2012 en la séptima edición del festival Asalto, en Zaragoza en el que escribieron, junto a multitud de vecinos de Zaragoza "Porque sueño, no estoy loco".
En 2016 realizan el mural "Dame una oportunidad y verás hasta dónde llego", en colaboración con la Fundación Bobath por la integración social de las personas con parálisis cerebral.
En 2016 trabajaron con la Fundación Mustakis en su espacio If Blanco inspirados en Nicanor Parra e Isabel Allende .
'La libertad no necesita alas, lo que necesita es echar raíces', del escrito mexicano Octavio Paz. Mural realizado en la Casa Española de Acogida al Refugiado CEAR con más de 50 participantes.
En 2017 escriben la palabra "Superació" en las puertas del Hospital Universitario Valle de Hebrón con el apoyo del Museo MNAC.

### Mi raíz es (La Habana, Cuba)
En mayo de 2015, Participaron en la Bienal de La Habana con su proyecto "Mi raíz es" en el barrio de El Romerillo en La Habana. Trabajaron con los 25 versos del poema "No sé" del poeta cubano Samuel Feijoo, repartiéndolos por el barrio para que los vecinos, en su caminar, fueran componiendo tantas versiones diferentes como recorridos.

### Mi raíz es(Photoespaña 2016, Madrid, España)
Entre el 1 de junio y el 17 de julio de 2016. Boa Mistura expuso en la galería Ponce + Robles su proyecto "Mi raíz es" realizado en el barrio de El Romerillo en La Habana en el marco de PhotoEspaña 2016.

### Nos están apagando(Cañada Real 2021, Madrid, España)
Instalación de 4000 velas donadas por los vecinos de Madrid a principios de enero de 2021, justo antes de la noche de Reyes, en protesta por el corte de suministro eléctrico que afecta a las 4000 familias que viven en el Sector 6 de Cañada Real. Con el mensaje "Nos están apagando", denuncian esta triste realidad de pobreza energética.

### Seguimos luchando(Cañada Real 2022, Madrid, España)
El colectivo instala 4 guirnaldas led conectadas a paneles solares en el Sector 6 de Cañada Real. Los mensajes de denuncia rezan "Seguimos a oscuras", "Seguimos luchando", "Queremos contratos", "Luz para Cañada" y reclaman la formalización de los contratos de suministro con las eléctricas. La instalación ha sido consensuada y realizada con el apoyo de la Plataforma por el Derecho a la Luz en Cañada Real y de aportaciones particulares, y ha sido ensamblada con ayuda de voluntarios y vecinos.

### RE-VS(ARCO 2023, Madrid, España)
El colectivo Boa Mistura rompe el estereotipo del grafiti para convertirlo en grandes obras de arte. Preparan un proyecto NFT con Ponce/Robles para ARCO'23

## Controversia
En 2020 realizaron una actuación en el Polideportivo de Getafe La Alhóndiga, del arquitecto Miguel Fisac, finalista de la Bienal de Venecia, cubriendo las fachadas del edificio, de hormigón visto texturizado, con pintura de colores. Tras recibir la crítica de ciertos medios y sectores sociales, reaccionaron publicando un comunicado oficial en el que expresaban su máximo respeto por la figura del arquitecto y su obra, y se ofrecían a colaborar en la decisión que se adoptara, asegurando que la intervención es reversible.